# Differenzierte Integration
Das Konzept der differenzierten Integration sieht die Gründung sektoraler (funktionaler) Regime außerhalb der bestehenden Verträge unter Beibehaltung des bisherigen Acquis communautaire für alle EU-Mitgliedstaaten vor. Hieran können sowohl EU-Mitgliedstaaten als auch Nicht-EU-Mitgliedstaaten teilnehmen. Innerhalb der jeweiligen Regime werden die Entscheidungen nur von den jeweiligen Teilnehmern dieser sog. differenzierten Zusammenkunft getroffen.
Eine etwaige politische Union wird „im Sinne einer Schnittmenge von den Teilnehmern aller Regime“ gebildet. Der Gedanke politischer Konzepte abgestufter Integration soll bereits Jean Monnet nicht fremd gewesen sein.
Unter anderem werden folgende Modelle als Varianten einer differenzierten Integration genannt: ein Europa der zwei Geschwindigkeiten (gemeinsame Ziele werden von allen Mitgliedstaaten verbindlich festgeschrieben, doch nach unterschiedlichen Zeitvorgaben erreicht), ein vermehrtes Zulassen von staatlichen Sonderwegen bzw. Opt-out (Zugeständnis an Mitgliedstaaten, sich zeitlich begrenzt oder auf Dauer nicht an gemeinsamen Entwicklungen zu beteiligen) und eine variable Geometrie (variable Arrangements unter einzelnen Mitgliedstaaten).